# Mioče (Rudo)
Pour les articles homonymes, voir Mioče.
Mioče (en serbe cyrillique : Миоче) est un village de Bosnie-Herzégovine. Il est situé dans la municipalité de Rudo et dans la république serbe de Bosnie. Selon les premiers résultats du recensement bosnien de 2013, il compte 383 habitants.

## Géographie

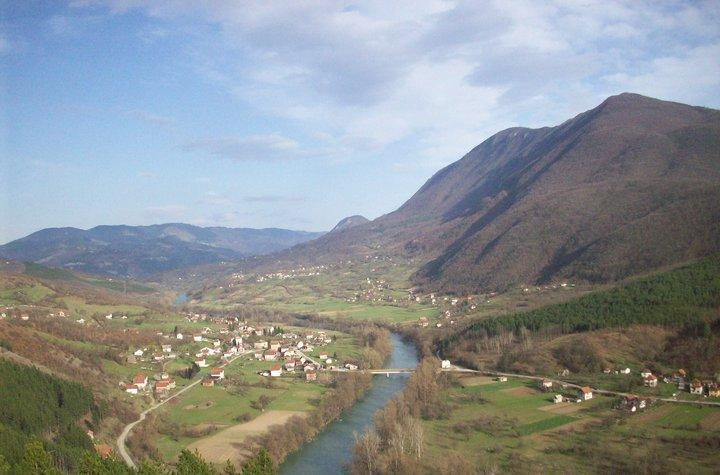
Vue générale de Mioče

## Histoire

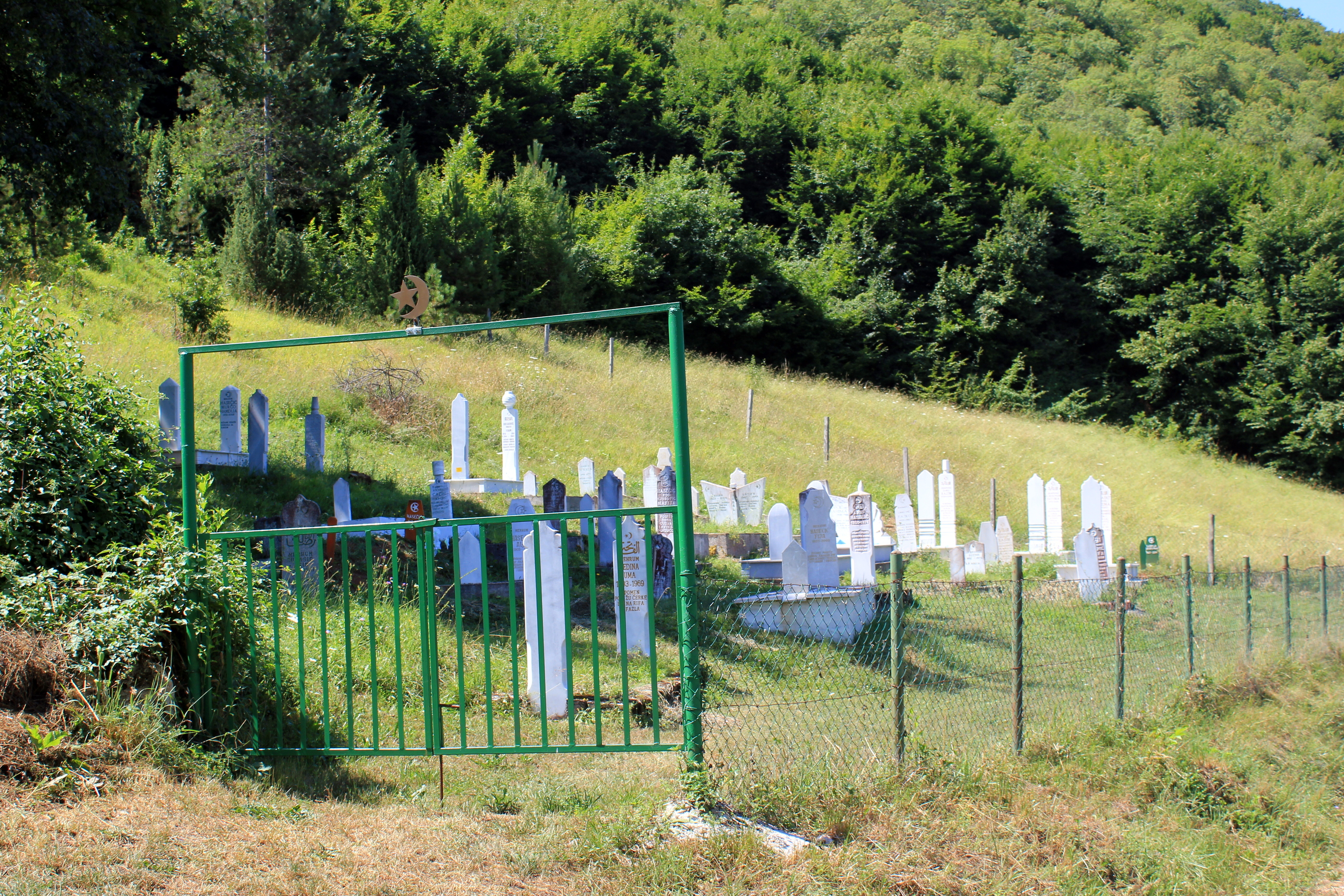
Le cimetière musulman
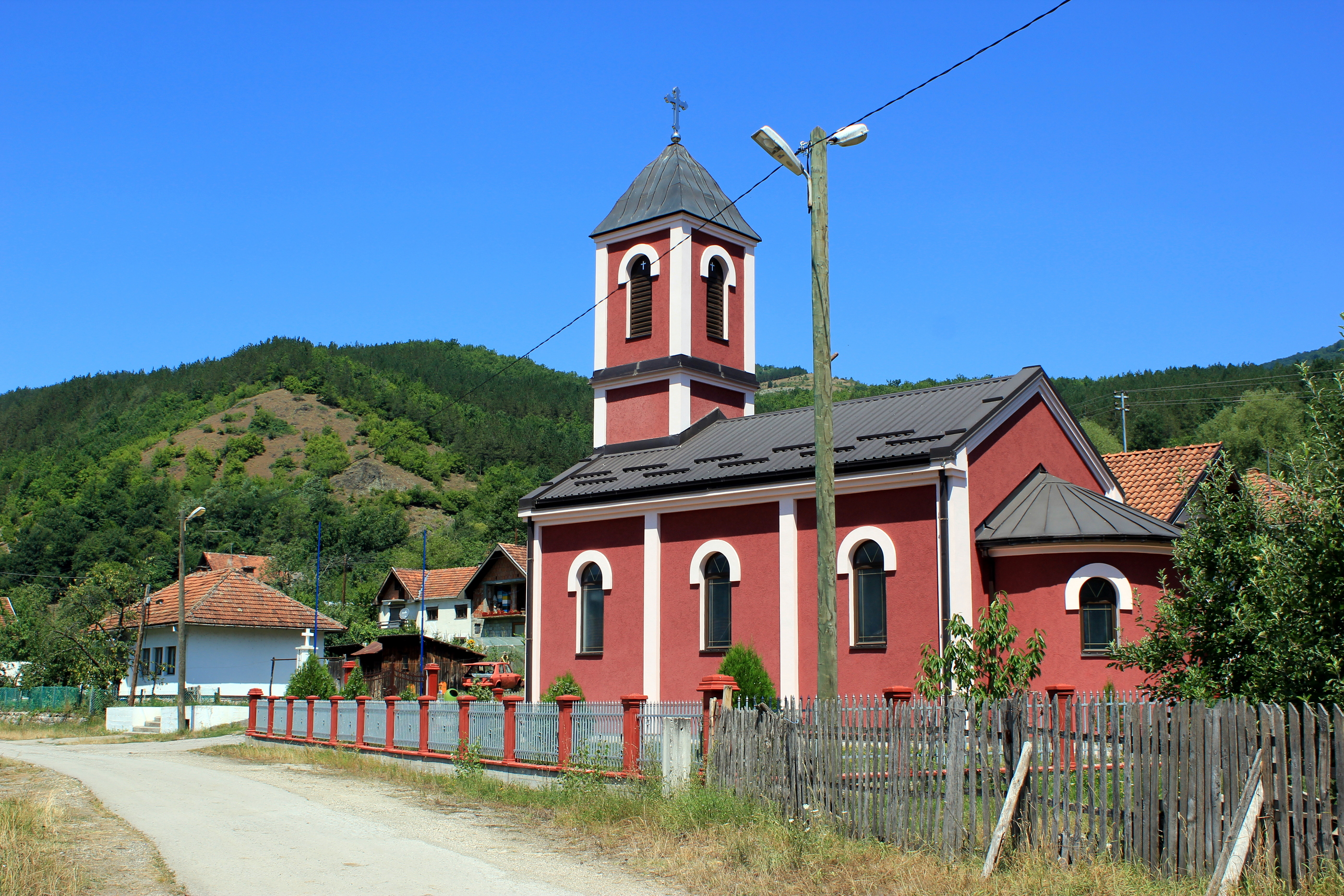
L'église orthodoxe Saint-Nicolas-d'Ohrid

## Démographie

### Répartition de la population par nationalités (1991)
En 1991, le village comptait 469 habitants, répartis de la manière suivante :

### Communauté locale
En 1991, la communauté locale de Mioče comptait 2 051 habitants, répartis de la manière suivante.